# Stigmata (film)
Stigmata este un film de groază supranatural din 1999 regizat de Rupert Wainwright și având-o pe Patricia Arquette în rolul unei coafeze din Pittsburgh, Pennsylvania, care primește stigmatele, după achiziționarea unui rozariu deținut anterior de un preot italian decedat, care a suferit el-însuși de același fenomen. Gabriel Byrne interpretează un funcționar de la Vatican, care investighează cazul ei, și Jonathan Pryce joacă un funcționar corupt din Biserica Catolică.

## Rezumat
Filmul începe în satul brazilian Belo Quinto, în care preotul Andrew Kiernan (Gabriel Byrne), om de știință și preot iezuit, investighează presupuse miracole, examinând o statuie a Fecioarei din Guadalupe care plânge cu lacrimi de sânge la funeraliile preotului Paulo Alameida (Jack Donner). În timp ce Andrew strânge probe, un băiat fură rozariul din mâna preotului mort și îl vinde mai târziu unei femei într-o piață, care-l trimite la fiica ei, Frankie Paige (Patricia Arquette), care locuiește în Pittsburgh. După o perioadă scurtă de timp, Frankie este atacată în timp ce făcea baie și primește două răni adânci pe încheieturile ei, iar medicii care o tratează la spital nu pot găsi cauza lor. Frankie se duce a doua zi la locul de muncă, dar în metrou se apropie de un preot și-l întreabă dacă el este Andrew Kiernan. După ce preotul îi spune că el este părintele Durning, luminile din trenul încep să clipească și Frankie se agață de barele de pe plafon și este biciuită de la spate de o forță nevăzută, în timp ce părintele Durning privește îngrozit. În timp ce Frankie este internată din nou la spital, preotul trimite casetele de supraveghere cu atacul din metrou la Vatican, iar Andrew Kiernan este trimis pentru a investiga.
Andrew o întâlnește pe Frankie, care îi spune că îl aștepta, iar preotul îi pune câteva întrebări, crezând că rănile ei ar putea fi stigmate. Atunci când ea îi spune că este atee, Andrew afirmă că stigmaticii sunt numai oameni credincioși, și că stigmatizarea se produce atunci când un om profund credincios primește aceleași cinci răni pe care Isus Cristos le-a primit în timpul răstignirii - până acum încheieturile lui Frankie fuseseră înțepate și ea fusese biciuită. Frankie merge mai departe și începe să cerceteze pe cont propriu ceea ce ar putea fi cauza, dar fără niciun folos. Mai târziu, în timp ce se afla într-un club de noapte, capul lui Frankie începe să sângereze, cea de-a treia rană al stigmatelor fiind provocată de Coroana de spini. Frankie fuge spre casă, unde o aștepta Andrew, apoi o ia la fugă pe o alee. Andrew o urmărește și vede cum Frankie sparge o sticlă și folosește cioburile pentru a sculpta simboluri pe capota unei mașini: atunci când Andrew se apropie de ea, ea strigă la el într-o altă limbă. Andrew o ia pe Frankie la biserica părintelui Durning, iar un preot translator de la Vatican afirmă că ceea ce striga ea era în limba aramaică, limba lui Cristos. Frankie se duce acasă și în dimineața următoare Andrew se întoarce în apartamentul ei unde o găsește scriind cu un marker pe perete, acum acoperit cu un text în aramaică. Atunci când o întreabă ce a scris, Frankie răspunde în italiană cu o voce de bărbat, apoi se prăbușește pe pat. Frankie iese din casă și merge pe străzi cu Andrew, prăbușindu-se la pământ într-un moment dat în care îi apar rănile de la picioare, a patra rană a stigmatelor.
Andrew trimite la Vatican prin e-mail fotografii ale peretelui apartamentului lui Frankie, iar fratele Delmonico (Dick Latessa) recunoaște cuvintele și șterge imaginile și-i spune lui Andrew că cuvintele provin dintr-un document despre care Biserica constatase că părea a fi o Evanghelie cu totul nouă. Părintele Dario (Enrico Colantoni) preia imaginile și le arată cardinalului Daniel Houseman (Jonathan Pryce), care le recunoaște și el. Între timp, Delmonico îi telefonează lui Marion Petrocelli (Rade Sherbedgia) și îi spune că Evanghelia lipsă a fost găsită la Pittsburgh. În Pittsburgh, Andrew merge în apartamentul lui Frankie și vede că ea vopsise peretele pe care scrisese în ziua anterioară, iar Frankie încearcă să-l seducă. Atunci când Andrew o respinge, ea îl atacă, vântul suflă prin apartament în timp ce Frankie denunță convingerile lui Andrew cu o voce de sex masculin, toate acestea terminându-se cu Frankie levitând de pe pat și plângând cu lacrimi de sânge. Houseman și Dario ajung în apartament cu Durning și o duc pe Frankie la o altă biserică, trimițându-l pe Andrew la parohia lui Durning.
La biserica lui Durning, Andrew îl întâlnește pe Petrocelli, care îi spune că cuvintele pe care le scrisese Frankie erau dintr-un document găsit în afara Ierusalimului, care se credea a fi o evanghelie cu cuvintele exacte ale lui Isus Cristos. Petrocelli, Delmonico și Alameida au fost desemnați să îl traducă, dar Houseman le-a ordonat să se oprească. Alameida a refuzat și a furat documentul pentru a continua traducerea lui, fiind excomunicat de către Houseman. Petrocelli îi spune lui Andrew că în acel document Isus le spunea ucenicilor săi că Împărăția lui Dumnezeu este peste tot în jurul lor și nu se limitează la biserici, o revelație care ar putea ruina Biserica Catolică. Petrocelli îi spune și că părintele Alameida primise și el stigmatele. Andrew merge la biserica unde era Frankie în care Houseman și Dario încercau să o exorcizeze pe Frankie. Frankie strigă la ei cu o voce de bărbat, iar Houseman îi scoate din cameră pe Dario și pe călugărițele prezente înainte de a încerca să o sugrume pe Frankie. Andrew ajunge și-l oprește, iar șemineuri din cameră erupe și toată camera începe să ardă. Crezând acum că Frankie este posedată de spiritul lui Alameida, Andrew se oferă a fi el mesagerul lui Alameida și se plimbă prin foc pentru a o scoate pe Frankie, cerându-i spiritului lui Alameida să plece în pace. Un timp mai târziu, Andrew se întoarce la Belo Quinto și găsește documentele originale ale Evangheliei pierdute sub podeaua bisericii lui Alameida.
Filmul se încheie cu un text scris pe ecran care descrie descoperirea Evangheliei după Toma, despre care se crede în film că este cea mai apropiată de cuvintele reale ale lui Isus: filmul declară că Biserica Catolică refuză să recunoască documentul ca o evanghelie și o consideră o erezie.

## Distribuție
- Patricia Arquette - Frankie Paige
- Gabriel Byrne - pr. Andrew Kiernan
- Jonathan Pryce - cardinalul Daniel Houseman
- Nia Long - Donna Chadway
- Rade Sherbedgia - Marion Petrocelli
- Enrico Colantoni - pr. Dario
- Jack Donner - pr. Paulo Alameida
- Thomas Kopache - pr. Durning
- Dick Latessa - pr. Gianni Delmonico
- Portia de Rossi - Jennifer Kelliho
- Patrick Muldoon - Steven
- Ann Cusack - dr. Reston
- Shaun Toub - doctor
- Valarie Trapp-woman with the baby
- Stephanie Carwin-italian hooker

## Recepție

### Box office
Stigmata, produs cu un buget de 29 milioane $, a debutat pe primul loc la box office în primul week-end, aducând încasări de 18.3 milioane $ și devenind primul film în cinci săptămâni care a depășit Al șaselea simț la box office. În Statele Unite ale Americii, Stigmata a avut venituri de 50.046.268 $. Pe plan internațional, filmul a adus încasări de 39.400.000 $ și făcând ca veniturile totale să ajungă la 89.446.268 $.

### Răspuns critic
Filmul a primit recenzii majoritar negative; pe situl Rotten Tomatoes filmul are un rating de aprobare de 21%, bazat pe 89 de opinii (19 pozitive, 70 negative).
Roger Ebert l-a numit "posibil cel mai amuzant film făcut vreodată despre Catolicism — dintr-un punct de vedere teologic."